# Pure Silk Bahamas LPGA Classic
De Bahamas Classic was een golftoernooi van de Amerikaanse LPGA Tour.
In 2013 werd de eerste editie van dit toernooi gespeeld. De rondes bestonden die week na zware regenval uit 12 holes, ronde 1 en 2 werden gespeeld op hole 2 t/m 8 en op 10 t/m 14. De laatste dag werd hole 4 (een par 5 die ingekort was tot een par 3) niet gespeeld maar hole 18 (een par 5) wel. Zo konden toch 36 holes gespeeld worden, het minimum voor een rechtsgeldig toernooi. De Koreaanse Ilhee Lee won met een score van -11 over 36 holes.
Het baanrecord van 65 (-8) werd in 2014 op naam gezet van Paula Creamer en Michelle Wie.
| Jaar                           | Baan                               | Winnares                       | Score                          | Score                          | Prijzengeld                    | 1ste prijs                     | Info                           |
| Pure Silk Bahamas LPGA Classic | Pure Silk Bahamas LPGA Classic     | Pure Silk Bahamas LPGA Classic | Pure Silk Bahamas LPGA Classic | Pure Silk Bahamas LPGA Classic | Pure Silk Bahamas LPGA Classic | Pure Silk Bahamas LPGA Classic | Pure Silk Bahamas LPGA Classic |
| ------------------------------ | ---------------------------------- | ------------------------------ | ------------------------------ | ------------------------------ | ------------------------------ | ------------------------------ | ------------------------------ |
| 2013                           | Ocean Club Course, Paradise Island | Ilhee Lee                      | 126                            | -11                            | US$ 1.300.000                  | US$ 195.000                    | Scores                         |
| 2014                           | Ocean Club Course, Paradise Island | Jessica Korda                  | 273                            | -19                            | US$ 1.300.000                  | US$ 195.000                    | Scores                         |
| 2015                           | Ocean Club Course, Paradise Island | Kim Sei-young                  | 278                            | -14                            | US$ 1.300.000                  | US$ 195.000                    | Scores                         |
| 2016                           | Ocean Club Course, Paradise Island | Kim Hyo-joo                    | 274                            | -18                            | US$ 1.400.000                  | US$ 210.000                    | Scores                         |
| 2017                           | Ocean Club Course, Paradise Island | Brittany Lincicome             | 266                            | -26                            | US$ 1.400.000                  | US$ 210.000                    | Scores                         |

 Coates Golf Championship ·
 Pure Silk Bahamas LPGA Classic ·
 Women's Australian Open ·
 LPGA Thailand ·
 HSBC Women's Champions ·
 Founders Cup ·
 Kia Classic ·
 Chevron Championship ·
 LPGA Lotte Championship ·
 Swinging Skirts LPGA Classic ·
 North Texas LPGA Shootout ·
 Kingsmill Championship ·
 Airbus LPGA Classic ·
 ShopRite LPGA Classic ·
 Manulife Financial LPGA Classic ·
 Women's PGA Championship ·
 NW Arkansas Championship ·
 US Women's Open ·
 Marathon Classic ·
 Meijer LPGA Classic ·
 Women's Open ·
 Portland Classic ·
 Canadian Women's Open ·
 Yokohama Tire LPGA Classic ·
 The Evian Championship ·
 Reignwood LPGA Classic ·
 LPGA Malaysia ·
 LPGA KEB HanaBank Championship ·
 Blue Bay LPGA ·
 LPGA Taiwan Championship ·
 LPGA Japan Classic ·
 Lorena Ochoa Invitational ·
 CME Group Tour Championship
International Crown · Solheim Cup · Wendy's 3-Tour Challenge